# Tenericutes
Tenericutes é um filo de bactérias, foi recentemente separado do Firmicutes.